# Eugyra polyducta
Eugyra polyducta is een zakpijpensoort uit de familie van de Molgulidae. De wetenschappelijke naam van de soort werd in 1983 voor het eerst geldig gepubliceerd door het echtpaar Claude en Françoise Monniot.